# Cheilosporum
Cheilosporum (Decaisne) Zanardini, 1844  é o nome botânico  de um gênero de algas vermelhas pluricelulares da família Corallinaceae, subfamília Corallinoideae.
- São algas marinhas, encontradas no sul do Japão, Índia, Brasil, Ilhas do Pacífico e costas do Hemisfério sul.

## Espécies
Atualmente apresenta 3 espécies taxonomicamente válidas:
- Cheilosporum acutilobum (Decaisne) Piccone, 1886
- Cheilosporum planiusculum (Kützing) Yendo, 1902
- Cheilosporum proliferum (J.V. Lamouroux) Hariot, 1902